# Bradford (Nowy Jork)
Bradford – miasto w Stanach Zjednoczonych, w stanie Nowy Jork, w hrabstwie Steuben.